# Gonocephalus lacunosus
Espèce
Statut de conservation UICN

 DD  : Données insuffisantes
Gonocephalus lacunosus est une espèce de sauriens de la famille des Agamidae.

## Répartition
Cette espèce est endémique de Sumatra en Indonésie. Elle se rencontre dans les environs de Berastagi vers 1 200 m d'altitude.

## Publication originale
- Manthey & Denzer, 1991 : Die Echten Winkelkopfagamen der Gattung Gonocephalus Kaup (Sauria: Agamidae). 1. Die megalepis-Gruppe mit Gonocephalus lacunosus sp. n. aus Nord-Sumatra. Sauria vol. 13, no 1, p. 3-10.